# اللستك (تشيشير)
اللستك (بالإنجليزية: Allostock)‏ هي قرية و أبرشية مدنية تقع في المملكة المتحدة في تشيشير. يقدر عدد سكانها بـ 816 نسمة .